# La Bretenière, Jura
La Bretenière är en kommun i departementet Jura i regionen Bourgogne-Franche-Comté i östra Frankrike. Kommunen ligger i kantonen Dampierre som tillhör arrondissementet Dole. År 2022 hade La Bretenière 215 invånare.

## Befolkningsutveckling
Antalet invånare i kommunen La Bretenière
Referens:INSEE